# Делич, Расим
Раси́м Де́лич (босн. Rasim Delić; 4 февраля 1949 года в Челич, Босния и Герцеговина, Югославия — 16 апреля 2010 года в Сараево, Босния и Герцеговина) — боснийский военный деятель, генерал армии Боснии и Герцеговины, 2-й начальник генерального штаба Армии Республики Босния и Герцеговина (босн. Armija Republike Bosne i Hercegovine), командующий армией Федерации Боснии и Герцеговины. Участник гражданской войны в Югославии.

## Биография

### Служба в ЮНА
Расим Делич начал свою карьеру в ЮНА 1 октября 1967 года, поступив в Военную академию сухопутных войск, которую он окончил 31 июля 1971. С 1971 по 1985 года служил в артиллерийской дивизии ЮНА, дислоцированной в Сараево, где с 15 октября 1980 до 20 сентября 1984 года был её командиром. С 21 сентября 1984 года по 27 августа 1985 года Расим служил начальником штаба и заместителем командующего сводного артиллерийского полка. С 28 августа 1985 года по 15 июля 1990, за исключением перерыва с 31 августа 1988 по 1 августа 1989 года, когда он учился в школе командного состава, Расим был командиром сводного артиллерийского полка. 22 декабря 1987 он был повышен до звания подполковника. С 16 июля 1990 по 13 апреля 1992 занимал должность начальника оперативного управления 4-го корпуса ЮНА в Сараево.

### Армия Республики Босния и Герцеговина
13 апреля 1992 года Расим Делич официально подал рапорт об отставке из ЮНА. После этого Расим был назначен на должность Начальника Отдела боевой подготовки и боевых действий Территориальной обороны Республики Боснии и Герцеговины.
16 апреля 1992 года ему было предписано покинуть Сараево, а 19 апреля он прибыл в Високо, где работал с группой офицеров ТО над формированием подразделений в центральной Боснии. В конечном итоге было сформировано «Тактическая группа Високо» командующим которой стал Расим Делич. 12 мая он также стал членом Генерального штаба и после этой даты ему было официально поручено организация боевой деятельности в различных общинах центральной Боснии.
20 мая 1992 подразделения боснийской ТО были переформированы в Армию Республики Босния и Герцеговина. 17 октября 1992 тогдашний начальник Генерального штаба Сефер Халилович назначил Расима Делича исполняющим обязанности начальника Отдела оперативного планирования и подготовки кадров Генерального штаба АРБиХ. 3 июня 1992 эта группа была переименована в «Оперативное командование Високо».
Осенью 1992 года «группа Високо» официально именовалась «Штабом Верховного Главнокомандования — Отделение Високо», так как непосредственно подчинялась Президиуму Республики и Президенту, минуя командование Генерального штаба и Министерство обороны Боснии и Герцеговины. 27 апреля 1993 Сефер Халилович назначил Расима одним из четырёх офицеров, представлявших АРБиХ в Объединённом командовании АРБиХ и Хорватской совета обороны (ХСО). В июне 1993 года Расим Делич вместе с Алией Изетбегович и Эюпом Ганичем входил в число тех членов Президиума Республики Боснии и Герцеговины, которые бойкотировали мирные переговоры в Женеве.
8 июня 1993 года Президиум издал распоряжение о реорганизации штаб-квартиры Верховного Командования АРБиХ, включавшее создание должности Командующего Генерального штаба АРБиХ с назначением Расима Делича на этот пост, чем последний взял под свой контроль всё управление Армии Боснии и Герцеговины и стал членом расширенного Президиума страны. Достижением Делича было предотвращение краха боснийской армии во второй половине 1993 года. Это дало передышку до переговоров, организованных США, которые положили конец вооруженному конфликту с боснийскими хорватами в марте 1994 года.

### Послевоенная служба и отставка
С 1995 года и вплоть до своей отставки в 2000 году Делич занимал должность Командующего Армией Федерации Боснии и Герцеговины. В декабре 2004 года он был зачислен в Сараевский университет, который он окончил дипломной работой «Возникновение, развитие и роль армии Республики Боснии и Герцеговины в обороне Боснии и Герцеговины» (босн. «Nastanak, razvoj и uloga Armije Republike Bosne i Hercegovine u odbrani Bosne и Hercegovine»). Он также участвовал в деятельности некоторых некоммерческих организаций и был соучредителем «Общества защиты достижений борьбы за Боснию и Герцеговину» (босн. «Udruženja za zaštitu tekovina borbe za Bosnu i Hercegovinu»).

## Обвнинение в военных преступлениях
Международный трибунал по бывшей Югославии обвинил Делича в военных преступлениях. В обвинительном заключении утверждалось, что Делич знал, что моджахеды и другие бойцы его армии намеревались совершить такого рода преступления и знал, что лагерь Каменица был местом, где эти преступления, скорее всего, состоятся, но не сделал ничего, чтобы предотвратить их.

### Факты, вынесенные на судебное разбирательство
Мусульманские моджахеды появились в Средней Боснии во второй половине 1992 года с целью оказания помощи боснийским мусульманам в борьбе против «врагов ислама» в ходе Боснийской войны. В основном это были выходцы из Северной Африки, Ближнего Востока и Среднего Востока. 13 августа 1993 АРБиХ официально организовала из иностранных добровольцев отряд, известный как «Эль-Муджахид» (босн. «El Mudžahid»), чтобы и установить контроль для иностранными добровольцами, воюющими на стороне боснийцев.
Тем не менее, Апелляционная палата МТБЮ в деле Кубура и Хаджихасанович отметила, что отношения между 3-м корпусом АРБиХ, возглавлявшийся Хаджихасановичем, и отрядом «Эль-Муджахид» не напоминали отношения начальника с подчинённым, а вместо того были близки к открытой враждебности, поскольку единственным способом подчинить отряд было бы вооружённое нападение на него.
Бойцы подразделения «Эль-Муджахид» совершали различные военные преступления относительно сербских и хорватских воинов, преимущественно военнопленных. В частности, 8 июня 1993 года, согласно обвинительному заключению, в тот самый день, когда Делич получил назначение на должность командующего генеральным штабом Армии Республики Боснии и Герцеговины, части этой армии захватили в плен 200 хорватских солдат, которые сдались после боёв вокруг села Maлинe и в самом селе. Пленных военнослужащих по приказу военной полиции 306-й горной бригады АРБиХ направили до близлежащего населенного пункта Мехуричи, что в нескольких километрах от Малин. В селе Поляница пленные встретились с группой в составе около 10 моджахедов, которые взяли группу из примерно 20 хорватских солдат и одной женщины и приказали им идти с ними назад в Maлинe. Всем им было приказано выстроиться в одну линию, после чего они были убиты. Согласно обвинительному заключению международного прокурора, Делич был проинформирован об этих преступлениях, но он ничего не сделал для предотвращения или наказания преступников.
21 июня 1995 года военнослужащие АРБиХ захватили в плен и вскоре обезглавили двух бойцов Войска Республики Сербской. В обвинительном заключении говорится, что другие пленные, захваченные в тот же день, были подвергнуты пыткам, а затем переведены в лагерь Каменица. Ещё один сербский военнослужащий по имени Гойко Вуичич, как утверждается, был обезглавлен 24 июля 1995. Другие заключенные подвергались различным видам пыток, практиковавшихся в лагере Каменица.
11 сентября 1995 года были взяты в плен, а затем перемещены в лагерь Каменица около 60 сербских солдат вместе с тремя женщинами. Никого из сербских военнослужащих больше никогда не видели, поэтому предполагается, что они мертвы. Утверждается, что три женщин были изнасилованы и затем освобождены 10 ноября 1995 года. Но 26 февраля 2008 года с Делича были сняты обвинения в изнасиловании, так как в ходе его дела сторона обвинения не привела никаких доказательств по пункту 3, что касается изнасилования. Другая группа из 10 сербских солдат была захвачена в плен 10 сентября 1995 года. Все они подвергались пыткам в течение 12 дней.

### Ход судебного процесса
3 марта 2005 года Делич добровольно сдался Международному суду в Гааге. Он не признал себя виновным ни по каким пунктам обвинения. Судебное разбирательство длилось всего около 11 месяцев с перерывами в течение которых он был дважды временно отпущен в Боснию, первый раз в мае 2005 года и вторично во время новогоднего перерыва 11 декабря 2007 года. Прокуроры не имели замечаний относительно этих решений. В течение своего второго временного освобождения Делич находился некоторое время под домашним арестом по причине его разговоров с Харисом Силайджичем: его обвинили в том, что он разговаривал с Силайджичем о своём судебном процессе, однако он утверждал, что говорил только о друзьях и семье.
Прокуратура просила для Делича 15 лет лишения свободы, тогда как сторона защиты просила об его оправдании, поскольку его вина не была доказана. Защита заявила, что в критический момент он не имел контроля над моджахедами, поэтому он не был в состоянии остановить или наказать их. До окончания апелляционного производства Расим Делич было повторно взят под стражу и помещен в следственный изолятор. Хотя преступления моджахедов и военнослужащих АРБиХ были доказаны, судьи решили, что он в то время не мог знать об этих убийствах, поэтому не мог остановить их.

### Приговор
15 сентября 2008 год суд вынес решение по делу Делича. Он был осужден на три года лишения свободы, с зачислением в этот срок 448 дней уже проведенных в местах предварительного заключения. Приговор был вынесен Судебной палатой за неспособность предотвратить жестокое обращение с 12-ю пленными сербскими военнослужащими в июле и августе 1995 года в селе Ливаде и в лагере Каменица недалеко от города Завидовичи, находившегося в руках моджахедов.
Обвинения Делича в убийствах сербских и хорватских пленных в нескольких населенных пунктах Средней Боснии в период с 1993 по 1995 года были с него сняты как недоказанные. В частности, убийство 24-х хорватских пленных в Средней Боснии, в чём обвиняются моджахеды. Делич был также оправдан по третьему пункту обвинений: расстрел 52-х бойцов Войска Республики Сербской в сентябре 1995 года.

## Смерть
Делич умер 16 апреля 2010 года в своей квартире в Сараево. У него остались вдова Суада, а также двое сыновей и четверо внуков.

## Публикации
- Čast je braniti Bosnu (2002)
- Armija Republike Bosne i Hercegovine — nastanak, razvoj i odbrana zemlje (2007)
- 101 ratna priča (2010)